# ABC新聞
ABC新闻（英語：ABC News）是美国广播公司旗下的新闻事业部，由华特迪士尼公司旗下的迪士尼传媒网络所有。ABC新闻的旗舰新闻节目是每日晚间播出的新闻节目《ABC世界新闻》；而其他节目则有晨間新聞《早安美国》，新闻杂志类节目《夜线》、《黄金时间》和《20/20》，以及周日晨间谈话节目《本周》等。

## 国际播出
在北非及中东地区，OSN新闻频道每天都会播送多档ABC新闻的新闻节目。
在澳大利亚，澳大利亚天空新闻每天会播出《ABC世界新闻》（当地时间上午10:30）和《夜线》（当地时间凌晨1:30）；每周会播出《20/20》（周三当地下午时间1:30播出，加长版则安排在周日当地下午时间2:00播出）；偶尔还会播出《黄金时间》（周四当地下午1:30分播出，加长版则安排在周六当地下午时间2:00播出）。巧合的是，澳大利亚当地的澳大利亚广播公司所运营的新闻部门也叫作“ABC新闻”。ABC新闻也与九号电视网签有内容共享协议，会在其晨间新闻节目前的清晨时段播出《早安美国》。
在新西兰，《ABC世界新闻》会通过新西兰电视7频道在当地时间下午5:10首播，并在深夜11:35重播。新西兰电视7频道隶属于新西兰电视台，和BBC在英国播出情况一样，新西兰电视7频道播出《ABC世界新闻》时不会插播广告。该情况一直持续到2012年6月30日该频道停播。
《ABC世界新闻》也曾透过香港的TVB明珠台和台湾华视在华语地区播出。

## 其他服务

### ABC新闻电台
ABC新闻电台是ABC新闻旗下的电台服务，隶属于ABC电视网。ABC新闻电台以前被称作“ABC电台新闻频道”，通过天景联播网（Skyview Networks）向其附属台提供准点新闻节目。ABC新闻电台是美国目前最大的商业新闻电台组织。

### ABC新闻网站
ABC新闻网站（ABCNews.com）于1997年5月15日上线，当时由ABC新闻互联网风险投资公司（ABC News Internet Ventures）负责运营，这是一家由星波公司（Starwave Corporation）和美国广播公司在1997年4月成立的合资公司。自1995年以来，星波公司还从美国广播公司的姊妹公司ESPN公司那获得了ESPN的品牌使用权和视频剪辑权，并以此成立了网站“ESPN网络体育地带”（后更名为）。迪士尼公司对其网络资产控制得越来越严格，这也意味着ABC新闻作为ABC新闻网站的合资方而拥有网站的编辑控制权。在ABC新闻网站成立之前，迪士尼公司就购买了少量星波公司的股票，后来更是直接收购了该公司。
ABC新闻网站目前拥有30名全职工作人员。由于采用RealAudio和RealVideo技术，ABC新闻网站从一开始就在文章之外还提供视频和音频剪辑内容。ABC新闻网站的部分内容也可以在美国在线上浏览。

### 已停止的服务

#### 卫星新闻频道
卫星新闻频道是由ABC新闻与W集团于1982年6月21日合资开办，这是一个通过卫星传送的有线电视频道。卫星新闻频道的新闻来源主要是ABC新闻和一支驻扎在华盛顿特区的七人团队提供，此外还有部分来源自海外的电视台。卫星新闻频道每20分钟进行一次滚动新闻播出。但是这个频道很难从获得其他有线电视服务商的准入许可，因此ABC新闻和W集团决定将这个频道出售给竞争对手有线电视新闻网（时代华纳旗下特纳广播公司的子公司）。有线电视新闻网在1983年10月27日结束了卫星新闻频道的运营。在大多数有线电视服务商的频道列表中，卫星新闻频道被CNN或CNN2取代。W集团也在九年后的1999年宣布结束营业。继卫星新闻频道停播之后，ABC新闻直到22年之后的2004年才开播了ABC实时新闻。因此可以证明卫星新闻频道是ABC新闻首次尝试涉足24小时新闻直播有线频道市场。

#### ABC实时新闻
ABC实时新闻在2004年7月6日作为ABC新闻的一条数字子频道开通，它是一个24小时新闻有线频道，这也是ABC新闻继卫星新闻频道之后第二次涉足24小时新闻有线频道市场。ABC实时新闻通过数字电视、宽带、ABCNews.com上的流媒体和移动电话端等方式播出。它每半小时播出一次突发新闻和头条新闻；其余时段则播出娱乐和生活节目。该频道同时在美国和欧洲接受订购。ABC实时新闻提供的“回话（Talk Back）”功能可以让观众就有争议的新闻或当前播出的新闻视频提交自己的看法。但是当Live Well电视网开播后，ABC实时新闻频道作为数字子频道被关闭了。自2013年10月28日起，各主要有线电视服务商频道列表中的ABC实时新闻被聚变频道取代。

#### 聚变频道
聚变频道是美国一个基于有线电视和卫星电视传播的数字频道，由ABC新闻和联视传播合资在2012年5月2日组建的聚变传媒网络有限责任公司（Fusion Media Network, LLC）负责掌控与运营。聚变频道于2013年10月28日开播，除了播出传统新闻频道的常规新闻和调查新闻节目之外，聚变频道还针对居住在美国并说英语的西班牙裔或拉丁裔18岁至34岁之间的年轻人推出专门的讽刺性报道内容。聚变频道是ABC新闻继1982年的卫星新闻频道和2004年的ABC实时新闻频道之后第三次涉足全天候有线新闻频道市场。2015年12月，有报道称迪士尼公司正打算向联视谈判出售聚变频道的股份。最终分拆在2016年4月21日完成。

## 合作机构

### ESPN
ESPN是美国一家拥有多个有线频道和卫星频道的体育新闻机构，ABC新闻的母公司华特迪士尼公司拥有其大部分股份，因此它会为ABC新闻的一些节目提供体育快报和视频花絮内容，特别是午夜新闻节目。而ABC新闻的晨间新闻节目《美国今晨》的特点之一就是其重点体育新闻由ESPN旗舰体育新闻节目《世界体育中心》主播负责播报。